# The Hollywood Blue Flames
The Hollywood Blue Flames è un gruppo musicale blues rock statunitense.

## Storia
La band è nata dalla riunione nel 2002 dei membri della band The Hollywood Fats Band, che hanno deciso di ricominciare un nuovo capitolo della loro carriera dopo la morte di Michael Leonard Mann (conosciuto come Hollywood Fats), chitarrista originario della band, sostituito da Kirk Fletcher, ritenuto uno dei migliori chitarristi blues emersi in quegli anni.
Dal punto di vista sonoro il gruppo si caratterizza per il suono che mette insieme le tradizioni del jazz e del rhythm'n blues (l'armonica a bocca) con il Chicago blues armonizzato al pianoforte. 
Nel 2005 pubblicano l'album Soul Sanctuary, ben accolto dalla critica, mentre l'anno successivo viene pubblicato Road to Rio, che vede la partecipazione come ospiti di Junior Watson e Kim Wilson e a cui è abbinato un secondo cd registrato dal vivo, recensito con favore anche in Italia.
L'album del 2010 Deep in America ha in copertina un dipinto dell'artista californiana Miriam Kasin che raffigura una versione afroamericana della Statua della Libertà che regge una torcia con una fiamma blu, mentre tra le scritte l'artista ha dipinto un campo di cotone per rappresentare l'origine del country blues e un paesaggio urbano di un vecchio quartiere per rappresentare il blues urbano, poiché la band voleva un'immagine iconica dell'America che esprimesse anche il blues tradizionale. Anche questo disco viene recensito in maniera positiva dalla critica. 
Hanno collaborato con vari chitarristi blues largamente qualificati, come Kid Ramos, Rick Holmstrom e Rusty Zinn.

## Formazione
- Al Blake: chitarra, armonica
- Richard Innes: batteria
- Larry Taylor: basso
- Fred Kaplan: piano
- Kirk Eli Fletcher: chitarra

## Discografia

### Album
- 2003: Est. A Long Time Ago ... (Soul Sanctuary)
- 2005: Soul Sanctuary (Delta Groove Productions, DGPCD102)
- 2006: Road To Rio (Delta Groove Productions, DGPCD107; con CD bonus Larger Than Life)
- 2010: Deep In America (Delta Groove Productions, DGPCD136; con CD bonus Larger Than Life, Vol. 2)